# Красный Октябрь (Алтайский край)
Красный Октябрь — упразднённый посёлок в Бийском районе Алтайского края России. На момент упразднения входил в состав Первомайского сельсовета. Исключён из учётных данных в 1986 году.

## География
Находится в восточной части края, в южных пределах Бийско-Чумышской возвышенности, на правом берегу реки Сухая Чемровка, на расстоянии примерно 9 километров (по прямой) к северо-востоку от села Первомайское.
Климат
умеренный континентальный. Самый холодный месяц: январь (до −54 °C), самый тёплый: июль (до +39 °C). Годовое количество осадков составляет 450—500 мм.

## История
Основан как одно из отделений Бийского совхоза. Упразднён решением Алтайского КИКа от 10.02.1986 года №38.